# Selago inaequifolia
Selago inaequifolia är en flenörtsväxtart som beskrevs av O.M. Hilliard. Selago inaequifolia ingår i släktet Selago och familjen flenörtsväxter. Inga underarter finns listade i Catalogue of Life.